# Parc Natural de Collserola
El Parc Natural de Collserola és un espai protegit a la serra del mateix nom, als municipis de Barcelona, Cerdanyola del Vallès, Esplugues de Llobregat, Molins de Rei, Montcada i Reixac, el Papiol, Sant Cugat del Vallès, Sant Feliu de Llobregat i Sant Just Desvern, i és gestionat pel Consorci del Parc Natural de Collserola, que inclou la Diputació de Barcelona i els municipis de l'Àrea Metropolitana de Barcelona.

## Història i descripció
Amb una extensió de més de 8.000 hectàrees, la seva protecció oficial es va iniciar amb el Pla Comarcal de 1953 i, sobretot, amb el Pla General Metropolità de 1976, que va qualificar Collserola com a parc forestal. El 1987, la Generalitat de Catalunya va aprovar el Pla especial d’ordenació i de preservació del medi natural del Parc de Collserola i el 1992 el va incloure en el Pla d'espais d'interès natural. Finalment, el 2010 va ser declarat com parc natural.

### Vegetació
El parc conté una àmplia mostra d'ambients naturals mediterranis, predominantment boscos que, juntament amb diverses formacions de vegetació baixa, formen un mosaic que acull una variada fauna. Cada any allibera 60.000 tones d'oxigen i n'elimina 80.000 de diòxid de carboni. El poblen uns 10 milions d'arbres, 1.000 espècies de plantes diferents i uns 200 tipus d'animals vertebrats.
Dins dels límits del parc hi ha espais d'interès natural especial com ara la reserva natural parcial de la Font Groga o, més allunyada, la de la Rierada-Can Balasc. Dominen al parc els boscos mixtos de pi i d'alzina. A les zones humides i als barrancs hi ha boscos de ribera, menys nombrosos. Durant les passejades es troben sovint conreus i zones de matoll, espais que acompleixen una funció important també per a la fauna hivernant. Una de les riqueses del parc és la gran quantitat de fonts, algunes de les quals són molt emblemàtiques, com ara la Font de la Budellera i la Font d'en Ribes.

## Ocupació humana
L'empremta humana és palesa a Collserola, tant pel que fa a la modificació del paisatge com per la quantitat de restes arqueològiques i construccions que s'hi troben i que constitueixen un patrimoni molt valuós. Al parc hi ha masies antigues com Vil·la Joana i algunes ermites d'interès, com ara Sant Medir, Sant Bartomeu de la Quadra, Santa Creu d'Olorda i Sant Iscle de les Feixes, entre d'altres. A Can Coll es pot visitar el Museu de la vida rural i l'exposició permanent L'home i la serra.

### Militars a Collserola
El 14 de setembre de 2011 diversos mitjans de comunicació es van fer ressò, tal com ja havia denunciat el Col·lectiu Antimilitarista de Sant Cugat (CASC) en un article del mes de març del mateix any, de les pràctiques i entrenaments que realitzava habitualment el regiment de muntanya de l'Exèrcit espanyol a la serra de Collserola. El regiment pertany a la caserna del Bruc i desplega les seves activitats pels boscos d'Esplugues de Llobregat, Sant Cugat del Vallès i Vallvidrera, així com a les proximitats del Puig d'Ossa. Tot plegat, motivà l'inici d'una campanya a principis d'octubre, impulsada pel CASC, per demanar la retirada de militars del parc natural. Nombrosos partits polítics de municipis limítrofs també van mostrar el seu rebuig a la presència armada.
A Molins de Rei, la Candidatura d'Unitat Popular (CUP) va presentar una moció al ple municipal, la qual va ser aprovada per unanimitat juntament amb els vots de Convergència i Unió (CiU), Iniciativa per Molins de Rei (IxMdR), Esquerres per Molins de Rei (ExMdR), Partit dels Socialistes de Catalunya (PSC) i Partit Popular (PP).
A Sant Cugat del Vallès, el CASC i la CUP van presentar una moció per «declarar el parc lliure de pràctiques i exercicis militars». Fruit de les esmenes introduïdes pels altres partits, la moció va quedar substancialment modificada i únicament instava al consorci a «no autoritzar més pràctiques militars dins el terme territorial del parc». Per aquesta raó la CUP s'hi va abstendre, el PP hi va votar en contra, i la resta de partits (CiU, PSC i ICV) hi van votar a favor.
De la mateixa forma, a Esplugues de Llobregat es va aprovar una moció d'Iniciativa per Catalunya Verds (ICV) i Esquerra Republicana de Catalunya (ERC), juntament amb els vots a favor del PSC i l'abstenció de CiU i el PP, per a declarar el parc «lliure de pràctiques i exercicis militars», tot demanant al consorci del parc la no autorització d'aquestes activitats.
A Cerdanyola del Vallès, partits sense representació, com ara la CUP, també es va sumar al rebuig.
A Barcelona també es va mostrar el desacord de la CUP. Al districte de Sarrià-Sant Gervasi, davant de la pregunta que es feu en un Consell plenari extraordinari, el regidor del districte Joan Puigdollers respongué que els militars de la caserna del Bruc podien fer marxes i entrenaments com qualsevol altre ciutadà tenia dret a córrer o anar en bicicleta per Collserola. Nogensmenys, es mostra en contra que aquests exercicis militars es fessin amb armes, motiu pel qual sol·licità al consorci del parc una revisió del tema.
D'altra banda, Solidaritat Catalana per la Independència (SI) va exigir al Govern català i a la Diputació de Barcelona la prohibició d'activitats militars a Collserola, mitjançant la presentació d'una proposta de resolució al Parlament de Catalunya.
A l'any 2018, les maniobres militars continuen regularment.

## Gestió
Per tal de preservar aquest espai tant notable, es va redactar i aprovar el Pla Especial d'Ordenació i de Protecció del Medi Natural (1987).
El Consorci del Parc Natural de la Serra de Collserola és l'organisme encarregat de desenvolupar la gestió del Parc, fent compatibles els dos objectius bàsics del Pla Especial: conservar els recursos naturals i l'equilibri ecològic, alhora que donar resposta a la demanda de lleure i aprenentatge dels ciutadans.
El 19 d'octubre de 2010, el govern declarà la Serra de Collserola Parc Natural i la Generalitat s'integra en el consorci que gestiona el parc.
El Consorci està integrat per la Diputació de Barcelona, la Mancomunitat de Municipis de l'Àrea Metropolitana de Barcelona, la Generalitat de Catalunya mitjançant el Departament de Medi Ambient i Habitatge i els ajuntaments de Barcelona, Cerdanyola del Vallès, El Papiol, Esplugues de Llobregat, Molins de Rei, Montcada i Reixac, Sant Cugat del Vallès, Sant Feliu de Llobregat i Sant Just Desvern. El Consorci gaudeix de personalitat jurídica pròpia distinta dels ens consorciats i capacitat jurídica i d'obrar i gestionar serveis i activitats d'interès local o general, per al compliment de les seves finalitats generals. La seva presidència és rotativa cada dos anys per les persones que ocupin la presidència i les vicepresidències, segons l'article 12 dels estatuts del consorci supramunicipal. Els candidats són escollits en assemblea general entre els membres designats en representació de la Generalitat de Catalunya, la Diputació de Barcelona i la Mancomunitat de Municipis de l'Àrea Metropolitana de Barcelona.
Des del 16 de desembre de 2021 la presidència del consorci recau en la batllessa de Barcelona, Ada Colau, i les vicepresidències en la presidenta de la Diputació de Barcelona Núria Marín i el director general de Polítiques Ambientals i Medi Natural del Departament d'Acció Climàtica, Alimentació i Agenda Rural de la Generalitat de Catalunya, Antoni Ferran. A partir d'aleshores, també es nomenà Raimon Roda com a nou director gerent del Parc. Anteriorment, Núria Marín fou presidenta del Consorci.